# ابرامس (ویسکانسین)
ابرامس، ویسکانسین (به انگلیسی: Abrams, Wisconsin) یک شهرک در ایالات متحده آمریکا است که در شهرستان اوکونتو، ویسکانسین واقع شده‌است.

## خصوصیات
ابرامس ۹۷٫۳ کیلومترمربع مساحت و ۱٬۷۵۷ نفر جمعیت دارد و ۲۱۲ متر بالاتر از سطح دریا واقع شده‌است.